# Lepisanthes alata
Lepisanthes alata är en kinesträdsväxtart som först beskrevs av Carl Ludwig von Blume, och fick sitt nu gällande namn av Leenh.. Lepisanthes alata ingår i släktet Lepisanthes och familjen kinesträdsväxter. Inga underarter finns listade i Catalogue of Life.